# Dekretalistik
Das Decretum Gratiani (um 1140) hatte die kirchliche Rechtsmaterie unter Heranziehung der Autoritäten des 4. bis 11. Jahrhunderts zusammengefasst. Damit konnte aber nicht jedes im 12. Jahrhundert auftretende Rechtsproblem gelöst werden. Nach der Gregorianischen Reform im 11. Jahrhundert kam es zu einer Zentralisierung der kirchlichen Verwaltung und Rechtsprechung. Dies führte zu Anfragen an den Papst, die dieser mit Dekretalen beantwortete. Die kanonistischen Schulen begannen bald, diese Entscheide auszulegen. Daraus entstand die Dekretalisik. Auf diese Weise entstand neues kirchliches Recht (ius novum). Es war eine Verschmelzung des von den Dekretisten auf der Grundlage des Decretum Gratiani geschaffenen Rechtssystems mit dem gegen Ende des 12. Jahrhunderts immer stärker rezipierten römischen Recht. Die Dekretalistik wurde zu einem neuen Zweig der Kanonistik, die das päpstliche „ius novum“ in das Zentrum ihrer Analyse stellte. Alle Kanonisten nach 1234 können daher als Dekretalisten bezeichnet werden.
Unter Papst Alexander III. (1159–1181) nahm die Zahl der Dekretalen stark zu. Sie wurden von den Dekretisten zunächst zusammen mit älteren Rechtsquellen den Abschriften des Decretum Gratiani als „Extravagantes“ angehängt. In den 1170er Jahren entstanden immer mehr Textsammlungen, die ihren Schwerpunkt zunehmend auf die nachgratianischen Quellen legten.
Von der frühen Dekretalisik sind besonders die Quinque Compilationes Antiquae zu nennen.
- Die Compilatio prima des Bernhard von Pavia. Sein wichtigstes Werk war das Breviarium extravagantium, eine Dekretalensammlung, die zwischen 1189 und 1193 entstand. Sie wurde in ihrem Aufbau Modell für die späteren Dekretalensammlungen. Sie wurde zwar nicht offiziell gebilligt (= approbiert), aber im Lehrbetrieb später als Compilatio prima herangezogen. Zwischen 1192 und 1198 verfasste Bernhard noch eine Summa decretalium, in welcher der Rechtsstoff knapp zusammengefasst wurde.
- Die Compilatio secunda war eine Zusammenstellung älteren Dekretalenrechts durch den Waliser Johannes Galensis, der sie zwischen 1210 und 1212 in Bologna verfasste.
- Die Compilatio tertia wurde im Auftrag Innozenz III. (1198–1216) von Petrus Beneventanus († 1219/1220) zusammengestellt, vom Papst anschließend approbiert und mit päpstlicher Bulle an die Universität von Bologna gesandt.
- Die Compilatio quarta ist eine vom deutschen Kanonisten Johannes Teutonicus Zemeke um 1216 geschriebene Zusammenstellung.
- Die Compilatio quinta wurde von einem der führenden Dekretalisten der Zeit, Tankred[1], verfasst und von Papst Honorius III. im Jahre 1226 approbiert. Er schrieb damit den Schulen und Gerichten deren Gebrauch vor.

Die Quinque Compilationes Antiquae wurden alsbald glossiert, und einige Kommentare setzten sich als Standard durch. Bekannt sind die Kommentare zur Compilatio prima vom Kanonisten Petrus Hispanus (in den 1190er Jahren) und von Vincentius Hispanus (verfasst zwischen 1210 und 1215). Wichtig wurden der Apparat des Ricardus Anglicus zur Compilatio prima, den dieser aus seiner Lehrtätigkeit heraus zwischen 1196 und 1198 schrieb, die Glossa ordinaria des Tankred zur Compilatio prima und der Apparat des Jacobus de Albenga zur Compilatio quinta.
Die Quinque Compilationes Antiquae waren nicht die einzigen in Wissenschaft und Praxis verwendeten Sammlungen, wenn auch die einflussreichsten. Es gab zahlreiche andere Kompilationen aus Bologna und anderen Rechtsschulen, vor allem aus dem anglo-normannischen Raum. Hin und wieder widersprachen sie einander. Daher beauftragte Papst Gregor IX. (1227–1241) den spanischen Kanonisten Raimund von Penyafort (um 1180–1275) mit der Verfassung einer neuen Dekretalensammlung mit einer tiefgreifenden Neuordnung des Stoffes. Am 5. September 1234 veröffentlichte der Papst das Werk mit der Bulle Rex pacificus und schrieb sie den Schulen und Gerichten zwingend vor. Damit verloren alle früheren Sammlungen ihre Gültigkeit. Die Kanonisten nannten dieses Werk, das die klassische Dekretalistik einleitete, Liber decretalium extra decretum vagantium oder kurz Liber Extra. Der Liber Extra blieb als zweiter Teil nach den Decretum Gratiani im Corpus Iuris Canonici bis 1917 gültig. Später kamen noch weitere Dekretalensammlungen hinzu: Der Liber Sextus, die Clementinae, die Extravagantes Johannis XXII. und die Extravagantes Communes. Sie bildeten schließlich das sechsteilige Corpus Iuris Canonici.
Dieser Liber Extra wurde alsbald ebenfalls kommentiert. Bekannt ist die Glossa ordinaria des Bernhard von Parma (Bernardus de Botone) zum Liber Extra. Er schuf zwischen 1234 und 1266 vier Fassungen. Aber auch andere Dekretalisten schufen bedeutende juristische Kommentierungen, so Goffredus de Trano (Gottfried von Trani) seine Summa super titulis decretalium, Papst Innozenz IV. (1243–1254) die Commentaria apparatus in V libros decretalium, Henricus de Segusio, genannt Hostiensis (um 1200–1271), die Summa aurea, die als bedeutendste dekretalistische Summe gilt, sowie die Commentaria in primum (- quintum) decretalium librum zum Liber Extra, und schließlich Johannes Andreae (um 1270–1348) die Novella (oder Commentaria) in quinque Decretalium libros. Er war der letzte und berühmteste Dekretalist der klassischen Kanonistik.